# Patrick Wallace
Patrick Wallace (ur. 20 września 1969 w Dungannon, Irlandia Północna) – północnoirlandzki snookerzysta.
Jest absolwentem Queens University w Belfast z roku 1992. W tym samym roku także odniósł swoje pierwsze snookerowe zwycięstwo w jednym z amatorskich turniejów w Irlandii Północnej.

## Kariera zawodowa
Patrick Wallace w gronie profesjonalistów grywa od 1994 roku.
Wallace w swoim debiucie w Mistrzostwach świata doszedł do ćwierćfinału. Pokonał wtedy kolejno: w pierwszej rundzie Szkota Alana McManusa 10-2 a w drugiej rundzie Anglika Marka Kinga 13-5. W ćwierćfinale jednak przegrał ze swoim rodakiem, Joe Swailem 11-13.
Po kilku słabszych sezonach, dzięki wygraniu tytułu Mistrza Irlandii, w sezonie 2007/2008 powrócił do Main Touru.